# Bogdan Khmelnytskij
Bogdan Zinovij Mikhajlovitsj Khmelnitskij (eller Khmelnytskyj, russisk: Богдан Зиновий Михайлович Хмельницький, ukrainsk: Богдан Зиновій Михайлович Хмельницький – Bohdan Zynovij Mykhajlovytsj Khmelnytskyj; født ca. 1595 formodentlig i Tjigirin, død 6. august 1657) var en kosakleder (hétman), som ledede en opstand mod Polen-Litauen i 1648–1654. Han stod bag Perejaslav-traktaten i 1654, som forenede Rusland og Ukraine.
Khmelnitskij var oprindelig i polsk tjeneste, men efter den såkaldte Czapliński-affære, hvor en lokal adelsmand blandt andet beslaglagde hans ejendom og piskede sønnen til døde, blev han en indbidt modstander af polakkerne. I løbet af 1647 rejste han rundt i Ukraine og samlede støtte blandt kosakkerne, og i løbet af 1648 fik han erobret Kijev og etableret en de facto uafhængig ukrainsk stat.
Khmelnitskij var oprindelig allieret med Krim-khanatet, men da disse svigtede ham, gik polakkerne i offensiven. Han måtte da se sig om efter nye allierede, og i 1653 accepterede han den russiske zars overherredømme. Dette førte til unionen mellem Ukraine og Rusland, hvilket kom til at permanent ændre magtbalancen i Østeuropa i Ruslands favør.